# Schueziella fagicola
Schueziella fagicola är en tvåvingeart som först beskrevs av Barnes 1939.  Schueziella fagicola ingår i släktet Schueziella och familjen gallmyggor. Inga underarter finns listade i Catalogue of Life.